# Paweł Hryniewiecki
Paweł Hryniewiecki herbu Przeginia – podkomorzy bielski w latach 1789–1792, sędzia ziemski bielski w latach 1775–1789, pisarz ziemski bielski w latach 1765–1775.
Poseł na sejm 1778 roku z ziemi bielskiej. Poseł na sejm 1780 roku z ziemi bielskiej, sędzia sejmowy. W 1786 roku wybrany posłem na sejm z ziemi bielskiej.